# ユア・アンダー・アレスト
『ユア・アンダー・アレスト』（You're Under Arrest）は、マイルス・デイヴィスが1985年に発表したスタジオ・アルバム。

## 解説
マイケル・ジャクソンのカヴァー「ヒューマン・ネイチャー」と、シンディ・ローパーのカヴァー「タイム・アフター・タイム」を、いずれもインストゥルメンタルの形で取り上げている。
本作のレコーディング中、ダリル・ジョーンズの紹介でスティングがスタジオを訪れており、スティングは最終的に、「ワン・フォーン・コール〜ストリート・シーンズ」においてミランダ警告をフランス語で話す警官の役どころを演じた。スティングの参加前は、ミノ・シネルやジョン・マクラフリンがフランス語を担当する案もあり、また、マイルス本人も自分でフランス語を語ってみたが、うまくいかなかったという。なお、スティングは自身のソロ・アルバム『ブルー・タートルの夢』（1985年）のレコーディングに、ダリルを起用している。
母国アメリカでは総合チャートのBillboard 200で111位に達し、『ビルボード』誌のジャズ・アルバム・チャートでは3位、R&Bアルバム・チャートでは63位に達した。本作はヨーロッパで成功を収め、イギリスでは『ビッチェズ・ブリュー』（1970年）以来15年振りに全英アルバムチャート入りを果たし、最高88位に達した。

## 収録曲
1. ワン・フォーン・コール〜ストリート・シーンズ - "One Phone Call/Street Scenes" (Miles Davis) - 4:34
2. ヒューマン・ネイチャー - "Human Nature" (John Bettis, Steve Porcaro) - 4:29
3. MD1〜サムシングズ・オン・ユア・マインド〜MD2 - "Intro: MD 1/Something's on Your Mind/MD 2" (M. Davis, Hubert Eaves III, James Williams) - 7:17
4. ミズ・モリシーン - "Ms. Morrisine" (M. Davis, Morrisine Tynes Irving, Robert Irving III) - 4:53
5. カティア・プレリュード - "Katia Prelude" (M. Davis, R. Irving III) - 0:42
6. カティア - "Katia" (M. Davis, R. Irving III) - 7:37
7. タイム・アフター・タイム - "Time After Time" ( Cyndi Lauper, Rob Hyman) - 3:38
8. ユア・アンダー・アレスト - "You're Under Arrest" (John Scofield) - 6:12
9. メドレー：ジャン・ピエール〜ユア・アンダー・アレスト〜ゼン・ゼア・ワー・ナン - "Medley: Jean Pierre/You're Under Arrest/Then There Were None" (M. Davis, R. Irving III, J. Scofield) - 3:25

## 参加ミュージシャン
- マイルス・デイヴィス - トランペット、シンセサイザー、語り
- ジョン・スコフィールド - ギター(on 1. 2. 3. 7. 8. 9.)
- ジョン・マクラフリン - ギター(on 4. 5. 6.)
- ボブ・バーグ - ソプラノ・サックス(on 1.)、テナー・サックス(on 8. 9.)
- ダリル・ジョーンズ - エレクトリックベース
- アル・フォスター - ドラムス(on 1. 7. 8. 9.)
- ヴィンス・ウィルバーンJr. - ドラムス(on 2. 3. 4. 5. 6.)
- ロバート・アーヴィングIII - シンセサイザー
- スティーヴ・ソーントン - 語り(on 1.)、パーカッション
- スティング - 語り(on 1.)
- マレク・オルコ - 語り(on 1.)
- ジェームス・プリンディヴィル - Handcuffs(on 1.)